# Sarah Orne Jewett
Sarah Orne Jewett (3 de septiembre de 1849 - 24 de junio de 1909) fue una novelista y cuentista, conocida sobre todo por sus obras regionalistas ambientadas en torno a South Berwick, Maine, en la frontera con Nuevo Hampshire, que en su época era un puerto de Nueva Inglaterra en declive. Se la considera una de las primeras escritoras que escribió sobre otras mujeres de manera romántica y pasional, ya que era abiertamente lesbiana.

## Biografía
La familia de Jewett habían residido en Nueva Inglaterra durante muchas generaciones.Su padre era un médico y Jewett a menudo le acompañó en sus rondas, familiarizándose con las vistas y los sonidos de su tierra natal y su gente. Como tratamiento para la artritis reumatoide, una condición que desarrolló en su primera infancia, Jewett era enviada a numerosos recados y a través de ellos también desarrolló amor por la naturaleza. En años posteriores, Jewett visitó a menudo Boston, donde conocía a muchas de las más influyentes figuras literarias de su época; pero siempre volvía a South Berwick, el «Deephaven» de sus narraciones.
Jewett fue educada en la escuela de Miss Olive Rayne y luego en la Academia Berwick, graduándose en 1865. Complementó su educación a través de la amplia biblioteca de la familia. Jewett nunca fue «abiertamente religiosa», pero después se unió a la iglesia episcopaliana en 1871, exploró las ideas religiosas menos convencionales. Por ejemplo, su amistad con el profesor de Derecho de Harvard Theophilus Parsons estimuló un interés en la técnica de Emanuel Swedenborg, un científico y teólogo sueco del siglo XVIII, quien creía que lo Divino «estaba presente en innumerables formas unidas, un concepto que subyacía en la creencia de Jewett en la responsabilidad individual».
Publicó su primera historia importante en el Atlantic Monthly a la edad de 19 años, y su reputación creció a través de los años 1870 y los años 1880. Su importancia literaria surge de sus cuidadosas, aunque apagadas viñetas de la vida rural que reflejan un interés contemporáneo en el color local más que en la trama. Jewett poseía una buena habilidad descriptiva que William Dean Howells llamaba «un sentido inusual por el habla — Yo oigo a tu gente». Las obras más características de Jewett incluyen la novella La tierra de los abetos puntiagudos (1896); A Country Doctor (1884), una novela sobre una chica de Nueva Inglaterra que rechaza casarse para convertirse en médico; y A White Heron (1886), una colección de cuentos. Parte de la poesía de Jewett fue recogida en Verses (1916), y ella también escribió tres libros infantiles. Willa Cather describió a Jewett como una influencia significativa en su desarrollo como escritora, y «las críticas feministas han destacado desde entonces su escritura por su rico relato de las vidas y las voces de las mujeres»."
Jewett nunca se casó; pero estableció una estrecha amistad con la escritora Annie Adams Fields (1834-1915) y su esposo, James Thomas Fields, editor del Atlantic Monthly. Tras la repentina muerte de James Fields en 1881, Jewett y Annie Fields vivieron juntas durante el resto de la vida de Jewett en lo que entonces se llamó un «matrimonio de Boston». Algunos estudiosos modernos han especulado con que las dos eran amantes. En cualquier caso, «las dos mujeres encontraron amistad, humor y ánimos literarios» en compañía de la otra, viajando por Europa juntas y hospedando a «intelectuales europeos y estadounidenses».
El 3 de septiembre de 1902, Jewett resultó lesionada en un accidente de carruaje que acabó con su carrera como escritora. Murió tres meses después de quedar paralizada por un ataque al corazón en 1909. La casa georgiana de la familia Jewett, construida en 1774 que da a Central Square en South Berwick, es actualmente un National Historic Landmark y museo Historic New England llamado Sarah Orne Jewett House.

## Obras seleccionadas
- Deephaven,[11] James R. Osgood, 1877
- Play Days,[12] Houghton, Osgood, 1878
- Old Friends and New,[13] Houghton, Osgood, 1879
- Country By-Ways,[14] Houghton-Mifflin, 1881
- A Country Doctor[11], Houghton-Mifflin, 1884
- The Mate of the Daylight, and Friends Ashore,[15] Houghton-Mifflin, 1884
- A Marsh Island,[16] Houghton-Mifflin, 1884
- A White Heron and Other Stories,[17] Houghton-Mifflin, 1886. Una garza blanca ha sido editada en España, en 1998 por Alba Editorial, S.L. (ISBN 13: 978-84-89846-27-2 y 978-84-89846-28-9). Además, el relato «Una garza blanca» aparece en la pág. 171 de la colección de relatos Fin de siècle: relatos de mujeres en lengua inglesa, edición de María Luisa Venegas, Juan Ignacio Guijarro y María Isabel Porcel, Cátedra, Letras Universales, 2009. ISBN 978-84-376-2516-4.
- The Story of the Normans, Told Chiefly in Relation to Their Conquest of England,[18] G.P. Putnam's Sons, 1887
- The King of Folly Island and Other People,[19] Houghton-Mifflin, 1888
- Tales of New England,[20] Houghton-Mifflin, 1890
- Betty Leicester: A Story for Girls,[21] Houghton-Mifflin, 1890
- Strangers and Wayfarers,[22] Houghton-Mifflin, 1890
- A Native of Winby and Other Tales,[23] Houghton-Mifflin, 1893
- Betty Leicester's English Christmas: A New Chapter of an Old Story,[21] impreso privadamente para la Bryn Mawr School, 1894
- The Life of Nancy,[24] Houghton-Mifflin, 1895
- The Country of the Pointed Firs,[25] Houghton-Mifflin, 1896. La tierra de los abetos puntiagudos ha sido publicada por Universidad de Valencia. Servicio de Publicaciones = Universitat de València. Servei de Publicacions en el año 2008 (ISBN 13: 978-84-370-7130-5)
- The Queen's Twin and Other Stories,[26] Houghton-Mifflin, 1899
- The Tory Lover,[27] Houghton-Mifflin, 1901
- An Empty Purse: A Christmas Story,[28] editada privadamente, 1905

## Traducciones al español
- La tierra de los abetos puntiagudos. Traducción: Raquel G. RojasMadrid: Dos Bigotes, 2015.[29]

## Para saber más
- Bell, Michael Davitt, ed. Sarah Orne Jewett, Novels and Stories (Library of America, 1994) ISBN 978-0-940450-74-5
- Blanchard, Paula.  Sarah Orne Jewett: Her World and Her Work (Addison-Wesley, 1994) ISBN 0-201-51810-4
- Renza, Louis A. "A White Heron" and The Question of Minor Literature (University of Wisconsin Press, 1985) ISBN 978-0-299-09964-0
- Sherman, Sarah W. Sarah Orne Jewett, an American Persephone (University Press of New England, 1989) ISBN 978-0-87451-484-1